# William Vosburgh
William Robert Vosburgh (Oak Park, 16 dicembre 1890 – Hines, 25 agosto 1953) è stato un pallanuotista statunitense.
Ha fatto parte degli Stati Uniti, che ha partecipato al torneo di pallanuoto ai Giochi di Anversa 1920
Nel 1981 è stato incluso nella USA Water Polo Hall of Fame.